# Giovanni Lubrano di Ricco
Giovanni Lubrano di Ricco (Procida, 29 gennaio 1933 – 23 gennaio 2015) è stato un politico italiano.

## Biografia
Quale Presidente del WWF Campania, dagli anni '80 combatte varie battaglie in tutta la regione contro l'abusivismo edilizio e le cave selvagge. A lui si deve, tra le altre, l'istituzione della Riserva naturale Cratere degli Astroni e della Riserva marina di Vivara.
Viene eletto al Senato della Repubblica nel 1994 nel collegio uninominale di Giugliano con i Progressisti e fa parte del gruppo parlamentare dei Verdi; viene riconfermato nel 1996 nel medesimo collegio, come esponente verde de L'Ulivo. Nel 1998 presenta il primo disegno di legge per l'introduzione nel codice penale dei delitti contro l'ambiente,  elaborando la definizione giuridica di "ecomafia", integralmente introdotta nell'ordinamento nazionale solo dopo la sua morte con la Legge 68/2015. A lui si deve anche la norma di legge che prevede la istituzione dell'Ente Parco geopaleontologico di Pietraroja per lo studio, la tutela e valorizzazione dell'area in cui fu rinvenuto il fossile dello Scipionyx samniticus.
È stato anche giudice della Corte Suprema di Cassazione.
Si spegne il 23 gennaio 2015, pochi giorni prima di compiere 82 anni.